# Narodni muzej Zrenjanin
Narodni muzej Zrenjanin (srpski: Народни музеј Зрењанин / Narodni muzej Zrenjanin, mađarski: Nagybecskereki Népmúzeum, rumunjski: Muzeul Național din Zrenjanin) u Zrenjaninu, gradu u Vojvodini u Srbiji, gradska je ustanova posvećena istraživanju, očuvanju i prezentaciji povijesnih predmeta i artefakata vezanih za povijest regije Banata. Muzej je osnovan 1911. godine i ima stalni izložbeni prostor od 1.200 m², koji obuhvaća primijenjenu umjetnost, noviju povijest i etnologiju.
Unutar zbirki pet odjeljenja smješteno je oko 33.000 muzejskih predmeta. Neke od najznačajnijih zbirki su: zbirka hladnog i vatrenog oružja, zbirka kapa zlatara, likovna zbirka sa značajnim fondom slika iz 18. i 19. stoljeća, zbirka nakita iz prapovijesti i srednjeg vijeka, zbirka ptica. Prezentacija zbirki odvija se u okviru stalne postavke i tematskih izložbi.
Muzej vodi pedagošku službu, restauratorsku radionicu i specijaliziranu knjižnicu s preko 5.000 naslova. Zgrada Financijske palače, izgrađena 1893. godine, zaštićeni je kulturni spomenik u neorenesansnom stilu. Muzej je smješten u ovoj zgradi od 1966. godine. Narodni muzej Zrenjanin proglašen je najboljim muzejom u Srbiji u 2006. godini.
Zgrada muzeja originalno je izgrađena kao Financijska palata. Zgrada je izgrađena 1893. godine po projektu arhitekte Ištvana Kiša, po stilu pripada akademizmu – neorenesansi i pod zaštitom je države kao spomenik kulture.